# White Day: A Labyrinth Named School
 (octobre 2024).
Si vous disposez d'ouvrages ou d'articles de référence ou si vous connaissez des sites web de qualité traitant du thème abordé ici, merci de compléter l'article en donnant les références utiles à sa vérifiabilité et en les liant à la section « Notes et références ».
White Day: A Labyrinth Named School est un jeu vidéo d'horreur sorti en 2001 et développé par le studio Sonnori.

## Trame

### Résumé
Un jeune lycéen entre dans un lycée hanté. Il y rencontre des filles et doit faire face à des fantômes et se confronter au concierge psychopathe du lycée.

### Univers
Ça se passe au Corée, dans un lycée avec les 3 buildings, un amphithéâtre et une dimension créée par Kim Seong-a qui est sous la forme spectrale.

### Personnages
- Lee Hee-min : le protagoniste du jeu et alors qu'on n'entend pas sa voix
- Han So-young : une fille du lycée et c'est la seconde personnage secondaire
- Seol Ji-hyeon : une autre fille du lycée et c'est la première personnage secondaire
- Kim Seong-a : une fille du lycée qui sera dévoilée à la fin avec sa forme spectrale et c'est une antagoniste en vérité
- Yoo Ji-min : une fille du lycée qui n'apparaît que dans le remake, elle sera jouable si vous avez trouvé tous ses graffitis
- Lee In-hyup : un jeune garçon du lycée, assassiné par un des concierges psychopathes
- Son Dal-su : un concierge psychopathe du lycée et c'est le second antagoniste
- Lee Bong-gu : un autre concierge psychopathe du lycée et c'est le premier antagoniste
- Han Na-young : un fantôme qui est la sœur de Han So-young et elle s'est suicidée et pendue
- Kim Ji-won : un fantôme qui est le maître de la musique et il aide le protagoniste en lui fournissant une carte d'accès
- Choi Eun-mi : un fantôme qui est la mère de Kim Seong-a et elle est devenue folle et meurtrière

## Système de jeu
Le protagoniste ne peut pas attaquer, il doit s'échapper et se cacher.

## Autres jeux de la saga
- White Day Mobile
- White Day: The Courage Test
- White Day 2: The Flower that tell Lies
- White Day: Ghost School
- White Day: Blood Festival
- White Day: A Ghost School Tragedy
- White Day 2: Swan Song
- White Day: A Labyrinth Named School (en) (remake)

## Adaptation en film
Un film adapté de ce jeu et intitulé The Labyrinth sort le 6 octobre 2021 avec Kang Chan-hee dans le rôle de Lee Hee-min, Park Yoo-na dans le rôle de So-young et Lee Hye-ran dans le rôle de Seoung Ah.